# Liste der denkmalgeschützten Objekte in St. Aegyd am Neuwalde
Die Liste der denkmalgeschützten Objekte in St. Aegyd am Neuwalde enthält die 12 denkmalgeschützten, unbeweglichen Objekte der Gemeinde St. Aegyd am Neuwalde im niederösterreichischen Bezirk Lilienfeld.

## Denkmäler
| Foto |                 | Denkmal                                                                           | Standort                                              | Beschreibung | Metadaten |
| ---- | --------------- | --------------------------------------------------------------------------------- | ----------------------------------------------------- | --- | --- |
| ja   | Datei hochladen | Ehem. Gussstahlwerk, heute St. Michaels Heim HERIS-ID: 28375 Objekt-ID: 24944     | Berggasse 6 Standort KG: St. Aegyd am Neuwalde        | 1828 erbaut durch Martin Miller an der Stelle einer Hackenschmiede, 1833 durch Söhne weitergeführt, 1885 Konkurs, um 1930 an die Caritas der Diözese St. Pölten verkauft, 1933/34 Umbau zu Jugendheim durch Klemens Flossmann, 1999/2000 Umbau zu Wohnungen, dreigeschoßiger unregelmäßiger Bau unter Satteldach, mittig überragt durch zwei nicht genutzte Schornsteine, an der Rückseite Aufsatz unter Satteldach, ein kleinerer der Hauptfront vorgeblendet. | BDA-Hist.: Q37919619 Status: Bescheid Stand der BDA-Liste: 2025-06-30 Name: Ehem. Gussstahlwerk, heute St. Michaels Heim GstNr.: .49/2 St. Aegyd ehem. Gussstahlwerk         |
| ja   | Datei hochladen | Kath. Pfarrkirche hl. Aegidius HERIS-ID: 28379 Objekt-ID: 24948                   | bei Kirchenplatz 1 Standort KG: St. Aegyd am Neuwalde | Im Kern gotische Saalkirche mit Nordturm und barocker Südkapelle, um 1200 urkundlich erwähnt, 1271 Pfarre, Barockisierung Ende des 17./Anfang des 18. Jahrhunderts, 1956–1960 zweigeschoßiger Zubau im Westen von Rupert Schwaiger. | BDA-Hist.: Q37919634 Status: § 2a Stand der BDA-Liste: 2025-06-30 Name: Kath. Pfarrkirche hl. Aegidius GstNr.: .24 Pfarrkirche St. Aegyd am Neuwalde                         |
| ja   | Datei hochladen | Alter Pfarrhof HERIS-ID: 34881 Objekt-ID: 33371                                   | Kirchenplatz 1 Standort KG: St. Aegyd am Neuwalde     | Zweigeschoßiger Bau unter Satteldach, im Kern 15./16. Jahrhundert, 1969/70 durch ein- bis zweigeschoßige Zubauten erweitert und einheitlich fassadiert | BDA-Hist.: Q37960743 Status: Bescheid Stand der BDA-Liste: 2025-06-30 Name: Alter Pfarrhof GstNr.: 176                                                                       |
| ja   | Datei hochladen | Pranger HERIS-ID: 28386 Objekt-ID: 24955                                          | vor Kirchenplatz 9 Standort KG: St. Aegyd am Neuwalde | Rekonstruktion von 1955, ursprünglicher Pranger am Markt 1886 zerstört, hoher runder Unterbau, hölzerne Prangersäule mit Kegeldach, angeketteten Bagstein und kleine Prangermandlfigur (16./17. Jahrhundert?). | BDA-Hist.: Q37919668 Status: § 2a Stand der BDA-Liste: 2025-06-30 Name: Pranger GstNr.: 228 Pranger (St. Aegyd am Neuwalde)                                                  |
| ja   | Datei hochladen | Kapelle zur Auferstehung/Osterkircherl HERIS-ID: 28384 Objekt-ID: 24953           | Standort KG: St. Aegyd am Neuwalde                    | Bau mit Dachreiter aus dem Jahre 1851. 1938, 1950 und 1971 zum Teil erneuert. | BDA-Hist.: Q23044254 Status: § 2a Stand der BDA-Liste: 2025-06-30 Name: Kapelle zur Auferstehung/Osterkircherl GstNr.: .57 Osterkirchlein, St. Aegyd am Neuwalde             |
| ja   | Datei hochladen | Lokschuppen HERIS-ID: 29029 Objekt-ID: 25649                                      | Alte Landstraße 1 Standort KG: Weißenbachamt          | | BDA-Hist.: Q37923125 Status: Bescheid Stand der BDA-Liste: 2025-06-30 Name: Lokschuppen GstNr.: .177 Lokschuppen Bahnhof St. Aegyd am Neuwalde                               |
| ja   | Datei hochladen | Evang. Pfarrkirche A.B., Waldkirche und Pfarrhof HERIS-ID: 28380 Objekt-ID: 24949 | Haselgraben 1 Standort KG: Weißenbachamt              | Jugendstilbau unter Satteldach mit Dachreiter mit angebautem Pfarrhof über kreuzförmigem Grundriss, 1902/03 nach Plänen von Josef Hoffmann erbaut, Grundstück durch Karl Wittgenstein gestiftet, 1952/53 Veränderungen im Bereich der Altarnische | BDA-Hist.: Q37919648 Status: § 2a Stand der BDA-Liste: 2025-06-30 Name: Evang. Pfarrkirche A.B., Waldkirche und Pfarrhof GstNr.: .97 St. Aegyd evangelische Pfarrkirche      |
| ja   | Datei hochladen | Eisenbahnerwohnhaus HERIS-ID: 28452 Objekt-ID: 25041                              | Hauptstraße 35 Standort KG: Weißenbachamt             | zweigeschoßiger Ziegelbau unter Satteldach, Bahnlinie wurde 1893 eröffnet | BDA-Hist.: Q37920128 Status: Bescheid Stand der BDA-Liste: 2025-06-30 Name: Eisenbahnerwohnhaus GstNr.: .184 Eisenbahnerwohnhaus St. Aegyd am Neuwalde                       |
| ja   | Datei hochladen | Wasserturm HERIS-ID: 29030 Objekt-ID: 25650                                       | Hauptstraße 36 Standort KG: Weißenbachamt             | | BDA-Hist.: Q37923155 Status: Bescheid Stand der BDA-Liste: 2025-06-30 Name: Wasserturm GstNr.: .176 Wasserturm Bahnhof St. Aegyd am Neuwalde                                 |
| ja   | Datei hochladen | Aufnahmsgebäude St. Aegyd am Neuwalde HERIS-ID: 28450 Objekt-ID: 25039            | Hauptstraße 42 Standort KG: Weißenbachamt             | Aufnahmegebäude in steinsichtigem Quadermauerwerk, Bahnlinie 1893 eröffnet | BDA-Hist.: Q37920097 Status: Bescheid Stand der BDA-Liste: 2025-06-30 Name: Aufnahmsgebäude St. Aegyd am Neuwalde GstNr.: .173 Aufnahmsgebäude Bahnhof St. Aegyd am Neuwalde |
| ja   | Datei hochladen | Gütermagazin HERIS-ID: 29032 Objekt-ID: 25652                                     | Hauptstraße 46 Standort KG: Weißenbachamt             | | BDA-Hist.: Q37923183 Status: Bescheid Stand der BDA-Liste: 2025-06-30 Name: Gütermagazin GstNr.: .175 Gütermagazin Bahnhof St. Aegyd am Neuwalde                             |
| ja   | Datei hochladen | Wohnhaus HERIS-ID: 111843 Objekt-ID: 129857seit 2012                              | Mittelweg 8 Standort KG: Weißenbachamt                | | BDA-Hist.: Q37827105 Status: Bescheid Stand der BDA-Liste: 2025-06-30 Name: Wohnhaus GstNr.: 34/5 St. Aegyd Wohnhaus Mittelweg 8                                             |